# 美化
| ウィキペディアには「美化」という見出しの百科事典記事はありません（タイトルに「美化」を含むページの一覧/「美化」で始まるページの一覧）。 代わりにウィクショナリーのページ「美化」が役に立つかもしれません。 |